# Дьяков, Иван Григорьевич
Иван Григорьевич Дьяков (9 ноября 1924, Пенза, СССР — 18 ноября 2012) — советский футболист, правый крайний нападающий. Судья республиканской категории.

## Биография
Начал играть в футбол в команде куйбышевского завода имени Фрунзе. В 1944—1947 играл в куйбышевских «Крыльях Советах». В 1945 году принял участие в первом для клуба чемпионате СССР, вышел вместе с командой в Высшую лигу в которой играл за различные клубы до 1951 года. В 1948 году вместе с Константином Крижевским оказался в московской команде ВВС. В 1949—1950 играл за рижский клуб «Даугава».
В 1951 году провел два матча за горьковское «Торпедо». Окончил карьеру игрока в 1952 году сыграв в Первой лиге за таллинский «Калев» 12 матчей.
После окончания карьеры игрока до 50 лет судил матчи союзной второй лиги, судья республиканской категории.